# Wapen van Voorst

Het wapen van Voorst is het wapen van de gemeente Voorst, waarvan het schild gelijk is aan het schild van het wapen van het geslacht Van Voorst tot Voorst. De beschrijving luidt:
"In goud 3 kepers van keel. Het schild gedekt met een gouden kroon van 3 bladeren en 2 parels."

## Geschiedenis
Op 20 juli 1816 werd het wapen bevestigd. Daaruit blijkt dat het wapen voor die tijd al in gebruik was voor de gemeente Voorst. Het wapen zelf is zeer oud en komt al voor in het wapenboek Gelre. Het wapen komt tegenwoordig ook terug in de gemeentelijke onderscheidingen. Enerzijds op een erepenning waarop het wapen voluit staat weergegeven, anderzijds als een "Gulden keper", een keper die jaarlijks uitgereikt wordt aan personen die zich langdurig verdienstelijk hebben gemaakt op cultureel of maatschappelijk gebied. Ten slotte werd op 2 december 1975 het schild gedekt met een gravenkroon.

## Verwante wapens

Het oude wapen
Afbeelding van het wapen in het Wapenboek Gelre
Als hartschild op het wapen van Oost Veluwe
Als kwartier op het wapen van Brummen-Voorst